# Кронс
Кронс (фр. Cronce) насеље је и општина у централној Француској у региону Оверња, у департману Горња Лоара која припада префектури Бријуд.
По подацима из 2011. године у општини је живело 84 становника, а густина насељености је износила 5,2 становника/km². Општина се простире на површини од 16,15 km². Налази се на средњој надморској висини од 710 метара (максималној 1.173 m, а минималној 623 m).

## Демографија
| 1962. | 1968. | 1975. | 1982. | 1990. | 1999. | 2011. |
| ----- | ----- | ----- | ----- | ----- | ----- | ----- |
| 89    | 119   | 110   | 114   | 110   | 100   | 84    |

График промене броја становника у току последњих година